# VBK-Raduga

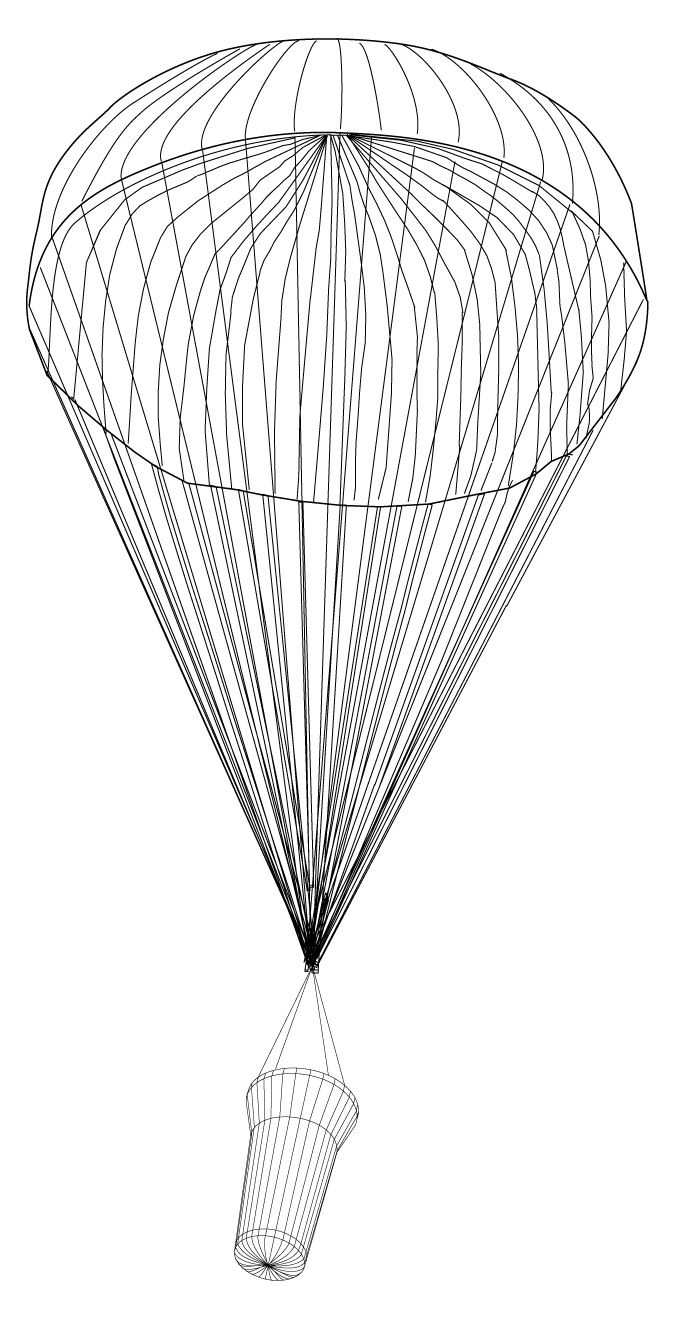
Ilustración debida a la NASA de una cápsula balística de retorno Raduga durante su retorno a la Tierra.

La VBK-Raduga (en ruso: МКБ-Радуга) es una cápsula de reingreso que fue utilizada para retornar materiales a la superficie de la Tierra desde la estación espacial tripulada soviética/rusa Mir.

## Historia
La Raduga (arcoíris en ruso) era llevada a la Mir por el carguero automático espacial Progress en el compartimento de carga seca. Tras el acoplamiento, la Raduga era descargada de la Progress y llenada con el material que se quería devolver a la Tierra. Se retiraba entonces el dispositivo de acoplamiento de la Progress y se colocaba la Raduga en su lugar. Tras haberse desacoplado la Progress de la estación, a unos 120 km de altitud, la Raduga se separaba de ella. La nave Progress se desechaba, se incineraba por el calor al reingresar en la atmósfera, mientras que la Raduga aterrizaba suavemente en el suelo de Rusia ayudada por un gran paracaídas.
La longitud de la cápsula Raduga era de 1,5 m; el diámetro de 60 cm y el peso (sin carga) era de aproximadamente 350 kg. Podía traer a la Tierra 150 kg. El uso de los Raduga reducía la capacidad de carga de las Progress M en 100 kg. dejándolo en un máximo de 2400 kg.
La ESA ha estudiado un sistema muy semejante denominado PARES, para usar en combinación con el ATV.
| Cápsula       | Fecha de lanzamiento     | Trasnportada por | Notas                                   |
| ------------- | ------------------------ | ---------------- | --------------------------------------- |
| VBK-Raduga 1  | 27 de septiembre de 1990 | Progress-M 5     |                                         |
| VBK-Raduga 2  | 19 de marzo de 1991      | Progress-M 7     | Perdida en la reentrada                 |
| VBK-Raduga 3  | 20 de agosto de 1991     | Progress-M 9     |                                         |
| VBK-Raduga 4  | 17 de octubre de 1991    | Progress-M 10    |                                         |
| VBK-Raduga 5  | 19 de abril de 1992      | Progress-M 12    |                                         |
| VBK-Raduga 6  | 15 de agosto de 1992     | Progress-M 14    |                                         |
| VBK-Raduga 7  | 31 de marzo de 1993      | Progress-M 17    | Cápsula retornada con una Progress-M 18 |
| VBK-Raduga 8  | 10 de agosto de 1993     | Progress-M 19    |                                         |
| VBK-Raduga 9  | 11 de octubre de 1993    | Progress-M 20    |                                         |
| VBK-Raduga 10 | 22 de marzo de 1994      | Progress-M 22    |                                         |